# 서승우 (공무원)
서승우(徐承佑, 1968년 11월 16일, 충청북도 청주시 ~ )은 대한민국의 공무원이다.

## 학력
- 청주 북이초등학교 졸업
- 내수중학교 졸업
- 세광고등학교 33회 / 졸업
- 서울대학교 사회과학대학 외교학 88 / 학사
- 서울대학교 행정대학원 행정학 / 석사
- 콜로라도 주립대학교 대학원 행정학 석사

## 주요 경력
- 1994.04 제37회 행정고시 합격
- 충청북도청 기획관실 사무관
- 1994.04~2004.01 충청북도청 기획관실 정책개발담당, 기획관실 기획담당, 충북지방공무원교육원 교관
- 2004.01~2005.01 충청북도청 국제통상과장
- 2005.01~2007.01 KDI 교육파견
- 2007.01~2007.06 행정자치부 국제협력팀장
- 2007.06~2008.01 행정자치부 지방세제팀장
- 2007.12 제17대 대통령직인수위원회 법무행정분과 실무위원
- 2008.01~2009.12 대통령실 행정자치비서관실 행정관
- 2009.12~2010.04 행정안전부장관 비서실장
- 2010.04~2013.05 행정안전부 자치제도과장
- 2013.05~2014.03 안전행정부 지방세분석과장
- 2014.03~2015.02 안전행정부 지방재정세제실 재정정책과장, 재정정책관
- 2015.02~2015.12 대통령비서실 행정자치비서관실 선임행정관
- 2015.12~2018.04 충청북도청 기획조정실장
- 2018.04~2019.08 행정안전부 자치분권정책관
- 2019.08~2021.04 행정안전부 지방행정정책관
- 2021.04~2022.05 충청북도 행정부지사
- 2002.05~2023.10 대통령비서실 자치행정비서관
- 2023.10 명예퇴직
- 2023.11~ 국민의힘 입당
- 2024.06~2025.07 국민의힘 충북도당 위원장
- 국민의힘 충북도당 청주상당 당협위원장
- 2025.01~ 충북파크골프협회 회장
- 2025.05~2025.06 제21대 대통령 선거 국민의힘 김문수 대통령 후보 충북 선거대책위원회 상임선대위원장
- 2025.06~2025.07 국민의힘 충북도당위원장 선출을 위한 선거관리위원회 위원장

## 역대 선거 결과
| 실시년도 | 선거   | 대수 | 직책     | 선거구             | 정당     | 득표수   | 득표율          | 순위 | 당락 | 비고 |
| -------- | ------ | ---- | -------- | ------------------ | -------- | -------- | --------------- | ---- | ---- | ---- |
| 2024년   | 총선   | 22대 | 국회의원 | 충북 청주시 상당구 | 국민의힘 | 49,905표 | \| \| 46.18% \| | 2위  | 낙선 |      |
|          | 46.18% |      |          |                    |          |          |                 |      |      |      |